# Opritschnina
Als Opritschnina (russisch опричнина) wurde zwischen 1565 und 1572 ein speziell verwaltetes Gebiet innerhalb Russlands bezeichnet. Dieses war direkt dem Zaren Iwan IV. („Iwan der Schreckliche“) unterstellt. Zur Durchsetzung seiner Machtansprüche schuf Iwan eine spezielle Militäreinheit, die Opritschniki. Jenen Teil des Reiches, der weiterhin der Bojarenduma unterstellt blieb, nannte man Semschtschina.

## Geschichte
1564 verriet Fürst Kurbski, Befehlshaber der westlichen russischen Armee, den Zaren und wechselte auf die Seite Polens über. Zusammen mit dem polnisch-litauischen Heer verwüstete der Fürst die russische Region Welikije Luki. Der Zar verdächtigte andere Bojaren, ebenfalls einen Verrat zu planen, und führte die Opritschnina ein. In den Regionen der Opritschnina war die Zahl der grundbesitzenden Bojaren niedrig, und die Armee bestand aus dem niederen Dienstadel. Sich auf die Opritschnina stützend, wollte der Zar die mächtige Bojarenaristokratie zurückdrängen und die Reste des Feudalismus zerstören.
Die Opritschniki bestanden aus etwa 1500 Mann (in einigen Quellen oder je nach Zeitpunkt ist auch von 6000 die Rede), allesamt Vertraute und Dienstmannen, darunter Adlige, Tataren und europäische Söldner. Sie waren zunächst zum Schutz des Zaren eingesetzt.
Voraussetzung für die Aufnahme war, dass die entsprechende Person keinerlei Beziehungen zum Bojarentum hatte. Außerdem mussten die Opritschniki dem Zaren bedingungslose Treue schwören und sich verpflichten, Verräter zu melden, keinerlei Freundschaften außerhalb der Opritschnina zu pflegen und dem Treueverhältnis zum Zaren oberste Priorität einzuräumen, noch vor der Bindung zu Familie und Land. Als Dank ließ Iwan sie auf geraubten Bojarengütern ansiedeln.
Bei der Bevölkerung lösten die Opritschniki große Furcht aus, wozu auch bereits ihr Äußeres geeignet war. Sie waren in schwarze Umhänge, ähnlich den Mönchskutten, gekleidet und trugen einen Besen und einen Hundekopf als Insignien. Der Besen symbolisierte den „Reinigungsauftrag“, der Hundekopf galt als Symbol der Wachsamkeit und Unterwürfigkeit, des blinden Gehorsams Zar Iwan IV. gegenüber.
Durch die Opritschnina wurden viele Adlige, Metropoliten und Bürger getötet sowie Kirchen, Klöster und Besitztümer geplündert. So sollen bei einem mehrwöchigen Gemetzel in Nowgorod an die 30.000 Menschen umgekommen sein; moderne Forscher schätzen die Anzahl der Opfer allerdings auf 2000–3000 (nach einer Missernte und einem Ausbruch der Pest in den 1560er Jahren belief sich die Bevölkerung Nowgorods nur noch auf rund 10.000–20.000 Menschen).
In den 1570er Jahren wurden von Iwan IV. Männer in die Opritschnina aufgenommen, die vorher selbst gerade dem Tod entronnen waren. Dadurch wurde die Leibgarde verunsichert, und die neuen Opritschniki töteten Mitglieder der ehemaligen Opritschnina. Einer der bekanntesten war der 1565 beigetretene Fjodor Basmanow, der im Gefängnis starb.
1571 zerstörten die Tartaren der Krim Moskau. Da die Opritschnina für den Schutz von Moskau zuständig war, machte der Zar sie für die Katastrophe verantwortlich und ließ viele von ihnen hinrichten. 1572 wurde die Opritschnina deshalb durch den Zaren aufgelöst.

## Wortverwendung in modernen Russland
Dmitri Bykow nannte 2025 Putins Russland einen Opritschnina-Staat, der auf Angst, Denunziation und dem lächerlichen Gegensatz von Wahrheit und Heimat beruhe. 
Der Roman Der Tag des Opritschniks von Wladimir Sorokin erschien schon 2006 und beschreibt ein totalitäres Russland im Jahr 2027.